# Маунтин Вилиџ (Аљаска)
Маунтин Вилиџ (енгл. Mountain Village) град је у америчкој савезној држави Аљаска.

## Демографија
По попису из 2010. године број становника је 813, што је 58 (7,7%) становника више него 2000. године.
| Група             | 2000.     | 2010.     |
| Белци             | 48 (6,4%) | 34 (4,2%) |
| Афроамериканци    | 0 (0,0%)  | 0 (0,0%)  |
| Азијати           | 0 (0,0%)  | 6 (0,7%)  |
| Хиспаноамериканци | 3 (0,4%)  | 3 (0,4%)  |
| Укупно            | 755       | 813       |